# Stechelberg
Stechelberg è una frazione di Lauterbrunnen di 201 abitanti.

## Storia
Stechelberg viene citata per la prima volta nel 1749 per descrivere una parte della valle. Negli anni seguenti subì una profonda deforestazione a causa della costruzione di miniere di ferro; successivamente, a seguito della loro chiusura, verrà avviato un progetto di riforestazione che porterà la zona a essere dichiarata area naturale protetta.
Nel 1868 fu aperta la scuola mentre per un collegamento con autopostale a Lauterbrunnen bisognerà aspettare il 1950, consentendo lo sviluppo turistico della vallata. Nel 2003 Stechelberg venne interessata da due valanghe, le quali, pur avendo causati danni limitati alle abitazioni, provocarono numerosi abbattimenti di alberi che portò a un nuovo programma di riforestazione.

## Monumenti e luoghi d'interesse
- Cascate di Trümmelbach, serie di dieci cascate[1].

## Infrastrutture e trasporti
Stechelberg è collegata alla stazione di Lauterbrunnen tramite un servizio autopostale.
Dalla frazione inoltre parte la funivia Stechelberg-Gimmelwald, costruita nel 1965, primo segmento della funivia che conduce alla vetta dello Schilthorn.